# Jes Petersen
Peter Jes Petersen (* 1936 in Trögelsby, Flensburg; † 1./2. April 2006 in Berlin) war ein deutscher Galerist und Verleger.

## Leben
Petersen, der Sohn eines Landwirts, entdeckte jung die Literatur und Kunst der klassischen Moderne für sich – das zu einer Zeit, den 1950er Jahren, als viele Werke, Autoren und Maler in Vergessenheit geraten waren. In Glücksburg gründete er den Verlag Petersen Press, in dem er Bücher u. a. von Raoul Hausmann und Franz Jung herausbrachte. Er war verheiratet mit Berta Petersen (Geburtsname unbekannt), auch genannt Ilona.
Als Petersen 1962 das ursprünglich 1894 erschienene Buch Das Liebeskonzil von Oskar Panizza neu herausgab, wurde das Buch auf den Index gesetzt und Petersen wegen angeblicher Verbreitung pornografischer Schriften der Prozess gemacht.
In Berlin arbeitete Petersen als Gehilfe des Malers Friedrich Schröder-Sonnenstern. 1977 eröffnete er in der Pestalozzistraße seine Galerie, in der er die Werke vieler junger, noch wenig bekannter Künstler ausstellte, darunter Martin Kippenberger und Dorothy Iannone.
Ab 1987 war er auch wieder als Verleger tätig und brachte u. a. Bücher von Aleister Crowley heraus. In den 1990er Jahren wurde ihm wegen Kokainhandels der Prozess gemacht; Petersen wurde zu einer mehrjährigen Haftstrafe verurteilt.
Petersen starb in der Nacht vom 1. auf den 2. April 2006 in Berlin.

## Bibliografie

### Autor (Auswahl)
- Piero Manzoni. Life and Work. Petersen Press, Berlin 1969.
- Jes Petersens wundersame Reise. Distillery, 2005. Herausgegeben von Andreas Hansen.
  - Jes Petersens wundersame Reise. Distillery, erweiterte Neuauflage Berlin 2009, ISBN 978-3-941330-01-6.

### Herausgeber (Auswahl)
- Die Pferdearschbetrachtung des Friedrich Schröder-Sonnenstern. Hanser, München 1972.
- Die automatische Botschaft. Petersen Press, Berlin 1977.
- Strontium. Briefwechsel mit Raoul Haussmann und Franz Jung. Basisdruck, Berlin 2001, ISBN 3-86163-113-X.